# Salar de Llamara
El salar de Llamara es un ecosistema natural ubicado en la cuenca del río Loa, al sur de la Pampa del Tamarugal, en la Región de Tarapacá. Se encuentra en el desierto de Atacama, aproximadamente a 141 km al sudeste de Iquique. 
Desde 2013, forma parte de un territorio de 24 mil hectáreas perteneciente a la Reserva Nacional Pampa del Tamarugal, con el objeto de proteger los relictos de tamarugos que sobreviven en la zona, así como los puquíos o afloramientos de agua, junto con su ecosistema acuático asociado.
En 2022, la Unión Internacional de Ciencias Geológicas (IUGS) y la UNESCO lo incluyeron en el listado "Patrimonio Geológico Mundial", que reconoce los 100 sitios geológicos más relevantes a nivel global. Es uno de los tres lugares chilenos en esta clasificación.
El salar de Llamara es el único salar no altiplánico del norte de Chile, ubicado en la Depresión Intermedia, que presenta afloramiento superficiales de aguas. Sus puquíos son el hábitat de cianobacterias, archaeas, microalgas (diatomeas), protistas y contiene formaciones de estromatolitos.
La microbióloga Cristina Dorador ha descrito que: "Llamara ha sido propuesto como análogo a la Tierra primitiva. Los tapetes microbianos y sus transiciones metabólicas recapitulan lo que ocurrió durante el gran evento de oxigenación, es decir, cuando las cianobacterias comenzaron a producir oxígeno hace 2500 millones de años”.
En cartografía de las Fuerzas Armadas de EE. UU., el salar también aparece con el nombre de Salar de Soledad.

## Historia

### El paleo-lago y el poblamiento humano
Diversos estudios sostienen la existencia de un gran cuerpo de agua en la zona, que pudiera haber facilitado un ambiente más rico en fauna y flora, así como propicio a la población humana, en el pleistoceno tardío y en algunos momentos del holoceno. Por ejemplo, un estudio geológico encontró evidencia en el Salar de Llamara de que allí existió un gran paleo-lago en el pleistoceno tardío, entre los 16.100 años antes del presente (AP) y 14.600 AP, favorecido por un periodo de mayores lluvias en la región, conocido como CAPE (Central Andean Pluvial Event: Evento pluvial de los Andes Centrales). Como prueba se encontraron depósitos lacustres sobre todo al occidente de salar, en terrenos que por su ubicación se preservaron de posteriores aluviones que descendieron de las quebradas precordilleranas, que rodaron sobre el sector oriente y sepultando el lecho anterior. El mismo estudio lanza la conjetura de que, durante otros períodos de mayores lluvias entre 12.100 AP y 11.400 AP (o entre principios del siglo XI y principios del siglo XIV d. C.), se hayan sostenido cuerpos de aguas, como lagos o lagunas, en los desagües de las quebradas de Maní, Sipuca y Tambillo, que junto con a la de Guatacondo desembocan hacia el salar. Otro estudio general sobre cuerpos de agua antiguos en el Norte Grande de Chile ofrece un panorama más complejo del registro de cargas permanentes de aguas y flujos estacionales o más dispersos en Llamara, con algunas diferencias en la datación, pero esencialmente coincide en la existencia de un lago a finales de Pleistoceno con fases posteriores de cuerpos de agua importantes en el Holoceno.
Se han hallado vestigios humanos en la el sitio Maní 12, en la cercana Quebrada de Maní, que han sido datados entre 12.800 AP y 11.700 AP (uno de los registros arqueológicos más antiguos de Chile). Por lo que esta evidencia aproxima la presencia humana al gran paleo-lago (o la hace contemporánea a los posibles lagos en los desagües de las quebradas, dependiendo del estudio geológico). Se ha señalado también que una punta de obsidiana hallada en Llamara podría haber sido contemporánea de Maní 12, por encontrarse incrustada en la costra de sal, a partir de lo cual se argumenta que debiera ser anterior al colapso del paleo-lago, evento que ha sido datado por un equipo de investigación entre 10.000 a 9.000 años calibrados AP. Restos de carbón hallados Maní, en las inmediaciones de Llamara, han sido identificados taxonómicamente con especies leñosas de la Pampa del Tamarugal, por lo que se ha asociado esa actividad humana con "extensos paleo-humedales y oasis sustentados con aguas subterráneas, intercalados con bosques ribereños que proporcionaron recursos vitales (combustible, agua y caza) hacia ﬁnales del Pleistoceno".
En contexto, para la cuenca endorreica de la Pampa del Tamarugal ubicada más al norte del Salar Llamara (el salar está en una cuenca exorreica que se comunica con el Río Loa y, a través suyo, con el Océano Pacífico), investigaciones similares han propuesto una situación parecida de formación de cuerpos de agua y flujo hídrico, que configuraron paleo-humedales. A partir de esto se ha estudiado la relación de dichos paleo-humedales con la presencia de megafauna y el poblamiento humano de la región, con un primer gran período de recarga hídrica entre 25.400 AP hasta 10.800 AP, en una situación que se habría replicado en un nuevo periodo de recarga entre el 1.000 a. C.. y 1.300 d. C., permitiendo en esa segunda fase un desarrollo intensivo de agricultura.

### El Monte de la Soledad: cobijo humano del Pleistoceno alsigloXIX

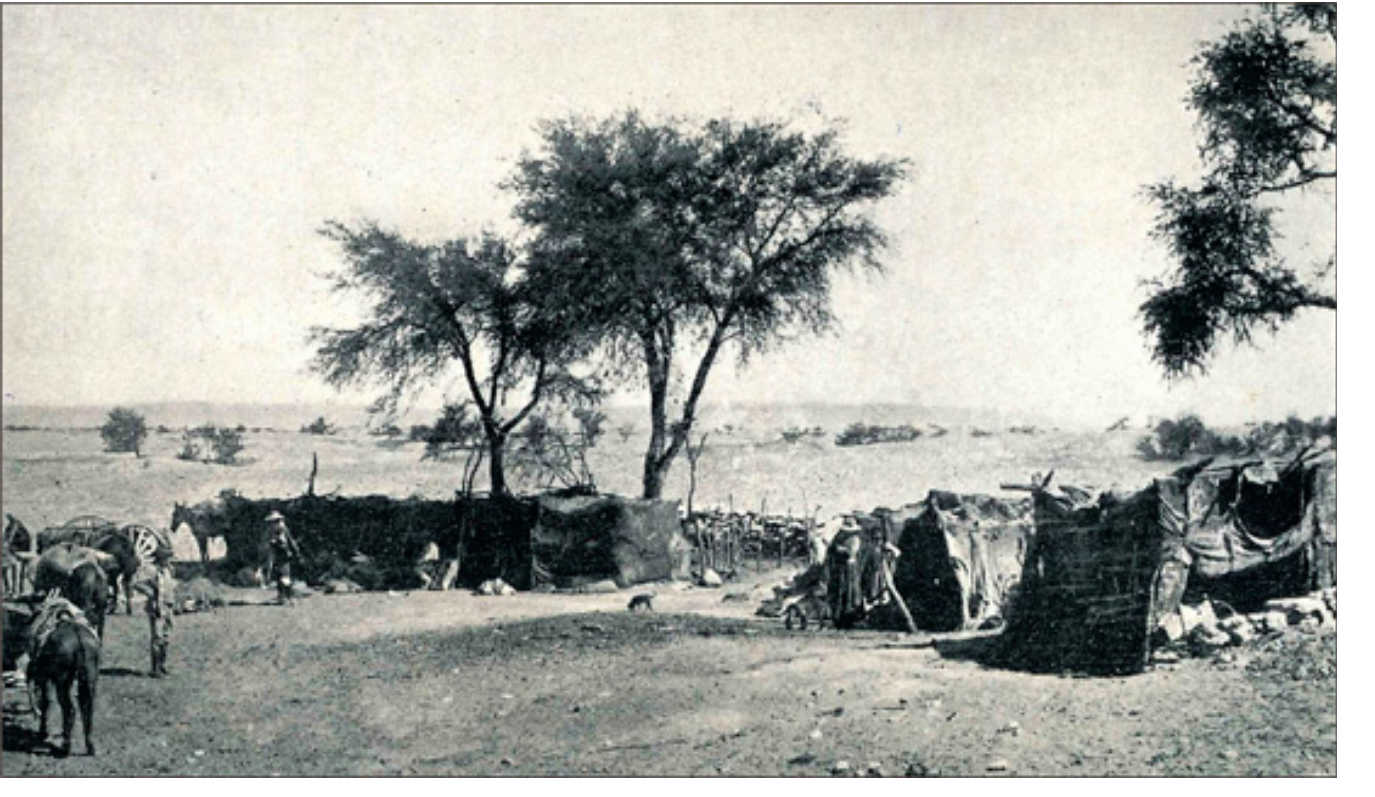
El rancho de la última familia que vivió a fines del en el Monte de la Soledad, cuando las poblaciones de tamarugos y algarrobos estaban colapsando por la explotación como leña para la minería de salitre (y anteriormente del guano en la costa cercana). La foto fue publicada por el geógrafo Isaiah Bowman, después, en 1924.

Las inmediaciones de este salar están histórica y arqueológicamente muy relacionados con la presencia del "Monte de la Soledad", un importante bosque de zona desértica de tamarugos y algarrobos. Dicho bosque tiene al menos, según un estudio paleoambiental, una antigüedad estimada por de 9.000 años. Aunque otro estudio apunta, por la datación de carbones de sus especies en la cercana Maní, a una posible existencia anterior de bosques en el área, usados por humanos ya entre 12.750 y 11.530 años calibrados AP. Este bosque se ubicaba en tiempos históricos (aún sobreviven relictos naturales de tamarugos en la zona) en las inmediaciones oriental y norte del salar. Como los restos de árboles del género Prosopis sección Algarobia (como el Prosopis alba o algarrobo blanco) son datados a partir del 4.200 años AP, un estudio discute si su origen (en el Pampa del Tamarugal) es autóctono y exclusivamente silvestre, o debido a algún tipo de intervención humana; en contraposición con especies del género Proposis sección Strombocarpa (como el Prosopis tamarugo) con una presencia anterior, datada por esa investigación en 12.400 años AP. Es decir, se afirma que los comúnmente llamados tamarugos serían la especie originaria de la zona, mientras que se discute si los llamados algarrobos pudieran haber sido introducidos e integrados al bosque posteriormente. Esta masa forestal en medio de este terreno árido sostuvo después la instalación de población sedentaria, desde el 500 a. C., en las cercanas Guatacondo y Ramaditas, ubicadas en puntos intermedios entre el bosque y otros recursos andinos.
Los puquíos (afloramientos de agua) y bosques fueron en tiempos precolombinos un espacio de contacto, recolección y paso de caravanas entre grupos ubicados (o desplazándose entre) las quebradas precordilleranas (Pica, Guatacondo),  el curso del Loa (Quillahua y desde allí a territorios atacameños de altura o de la desembocadura del río) y hacia la costa marina ubicada al oeste del Salar (Quebrada de los Guatacondos, Chomache y Guanillos). En el salar se conservan canchones (o camellones) de cultivo agrícola.
Habrían existido planes no realizados en tiempos incaicos y virreinales de desviar aguas altiplánicas para fomentar agricultura en la zona. La presencia de recursos de semillas de tamarugos y algarrobos, comestibles y con uso como forraje, junto con la presencia de madera, atraían a habitantes indígenas de Pica y Quillahua (estos últimos descritos como atacamas por Paz Soldán) en época colonial y republicana. Se sabe que hubo cierto celo o competencia mutua en el uso de estos recursos, con existenciad de lindes, o derechos de usos superpuestos, de manera que no se permitía la presencia del otro grupo en las cosechas de frutos del algarrobo.
Esta dinámica recolectora, ganadera y agrícola, así como la existencia misma del Monte de la Soledad, se verá profundamente trastocada por la actividad minera industrial o intensiva de la segunda mitad del siglo XIX (guano y salitre), que sucedería a estos largos usos indígenas relacionados con la subsistencia, que incluían desde antes pequeñas incursiones a la costa en busca de guano como fertilizante por parte de las poblaciones del área.
Todavía había una familia viviendo asentada junto al Puquío de los Huatacondinos (o Guatacondinos), al norte del salar, a fines del siglo XIX. Esa familia contaba con un pozo de agua, que "aunque un poco salobre (...) se puede beber", pequeños rebaños ovinos y caprinos, algunas mulas y aves de corral.

### Sobreexplotación extrema del Monte de la Soledad
El Monte de la Soledad fue intensivamente explotados durante el ciclo económico de guano en la costa, situación que continuó durante el auge salitrero del interior, en la segunda mitad del siglo XIX. Se taló para alimentar con leña la actividad minera al punto que se produjo también explotación de las llamadas "minas de leña", desenterrando incluso viejos troncos fósiles o antiguos, cubiertos por inmemoriales aluviones bajados desde las quebradas precordilleranas, para producir carbón de árboles vivos o muertos, hasta casi hacer desaparecer cualquier rastro del Monte de la Soledad, salvo algunos relictos de tamarugos, que sobrevieron posiblemente por ser pequeños o especialmente achaparrados y de poco rendimiento para la explotación. Las pocas planta supervivientes son la base de la pequeña población de especies leñosa que actualmente se encuentra junta al salar.

### El presidente peruano Billinghurst y el Monte de la Soledad

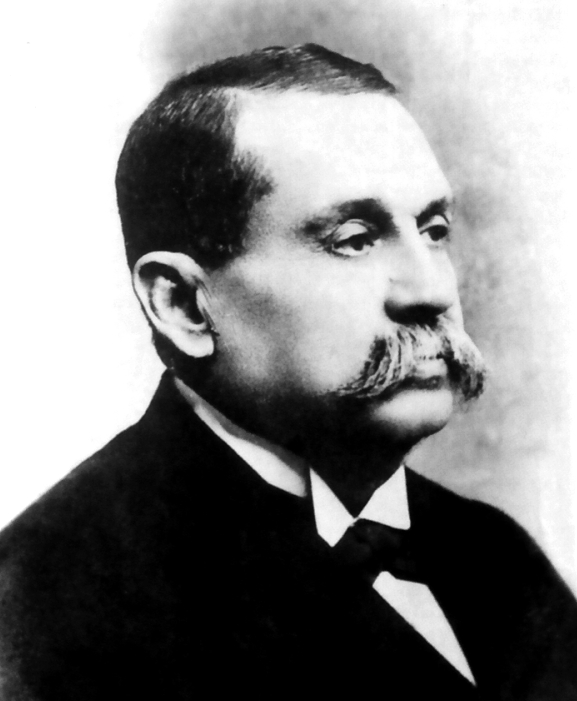
Billlinhurst se lamentaba de la destrucción del Monte de la Soledad, junto al Salar Llamara, lanzando estudios y promoviendo legislación para intentar de salvar los tamarugales de Tarapacá.

El posterior presidente peruano Guillermo Billinghurst (1912-1914), en su momento un político local de Aríca y Tarapacá, señalaba a fines del siglo XIX respecto al tamarugal ubicado junto al Salar de Llamara que: «es evidente que con una pequeña vigilancia se habría evitado la destrucción por medio del hacha y el fuego de miles de árboles en el Monte de la Soledad". En consonancia con esta preocupación personal, encargó en 1872 un estudio sobre la problemática del tamarugal al ingeniero Oton Buchwald, quien propuso el primer proyecto de reforestación y protección de un área silvestre, tanto de Perú como de Chile; planteando la recuperación, más al norte (aparentemente dando el Monte de la Soledad por perdido), basada en algarrobos a introducir en "toda el área de Canchones y Refresco desde La Tirana a la Huayca-Cumiñalla de norte a sur y de la línea La Calera-Pica-Puquio de Núñez a los bordes de los salares de Bellavista y Pintados de este a oeste", considerando el uso local y acotado como leña, proveedor de frutos y forraje, junto con establecer una administración a cargo de un "guardabosques". Tras recibir este proyecto, a partir de la iniciativa y cabildeo de Billinghurst, el gobierno peruano del presidente Manuel Pardo, que ejercía soberanía en Tarapacá en tiempos anteriores a la Guerra del Pacífico, promulgó al año siguiente un decreto  (13 de mayo de 1873) que "por primera vez en la historia del Perú legalizó la vigilancia de las áreas boscosas y penalizó su destrucción", junto con proveer concesiones de tierra y compensaciones económicas a quienes reforestaran. Pero la normativa no fue acompañada de medidas prácticas, pues el gobierno local de Iquique pretextó falta de recursos para realizar las acciones de protección previstas.

### Nuevos intentos de protección: Del primer guardabosque chileno a la reserva actual
Luego de la Guerra del Pacífico, las recién instaladas autoridades chilenas continuaron con la misma preocupación. En 1883 Francisco Valdés Vergara, intendente de la provincia, ofició una orden al inspector general de salitreras para que se prohibiera por completo el corte de árboles en la Pampa del Tamarugal. En 1885, debido a que continuaba evidentemente la explotación, un nuevo intendente, Exequiel Fuentes Villarroel, designó al primer "guardabosques" que, según los registros, oficialmente operó en Chile: Manuel Hidalgo, especialmente encargado de proteger el "Monte de la Soledad". Aunque en 1893 Guillermo Billinghurts publicó un libro en Santiago de Chile, en el que, entre otros temas, trataba la falta de protección y la "vasta destrucción" del Monte de la Soledad, que en su opinión se hubiese evitado si se hubiese vigilado su explotación o fiscalizado la venta de leña y carbón en lugares como Guanillos.
El mapa de Risopatrón de 1910 consigna que también existían un par de pozos (Pozo de Lagunas y Pozo de Gobierno) en esa época, explotando las reservas de agua de la sección norte del salar en la ruta de caminos troperos que atravesaban la zona.
Los pocos árboles sobrevivientes de esta larga historia de 9.000 años (ya no quedan algarrobos, al menos no de gran talla) y los puquíos (afloramientos de agua) del salar se encuentran protegidos hoy por la ley chilena, como parte de la Reserva Nacional Pampa del Tamarugal El sector está bajo la administración de la Corporación Nacional Forestal de Chile desde 2013. Desde antes de esa decisión han existido denuncias abiertas sobre el uso por parte de la minería de las aguas subterráneas que alimentan los afloramientos,  tensionando y poniendo en riesgo la conservación de esos rarísimos ambientes. El lugar cuenta desde 2022 con un centro de educación ambiental que atiende visitantes, junto con una pasalera que se interna sobre el Puquio de Llamara para que pueda ser conocido sin que los humanos los dañen.

## Descripción
Entre sus bellezas se encuentra la presencia de estromatolitos, que son estructuras estratificadas de formas diversas, formados por la captura y fijación de partículas carbonatadas por parte de cianobacterias. Estas cianobacterias llevan en el mundo más de 2500 millones de años en su estado original sin rasgo alguno de evolución. Ellas son las responsables del surgimiento de la vida. Esta característica sólo perdura en muy pocos lugares del mundo.
Actualmente el nivel de sus aguas ha bajado drásticamente debido a su extracción por parte de la minería. Según científicos a esa velocidad de extracción se podría secar en una década.

## Hidrología
Al oeste del cerro Soledad, en medio del salar, se pueden encontrar los únicos cuerpos de agua superficial en toda la Pampa del Tamarugal y salar de Llamara. Son tres cuerpos con un espejo de agua no mayor a 0,6 hectárea que se formaron con el hundimiento de 4 o 5 metros del suelo creando así una poza de entre 20 y 80 centímetros de profundidad.: 100 
Un estudio de CIDERH afirma que el salar está conectada hidrogeológicamente en su lado sur al río Loa y a la quebrada Amarga (que es un afluente del río Loa), por lo que la DGA la tiene como subcuenca de la cuenca del río Loa, aunque es discutible, ya que es una conexión hidrogeológica, no hidrográfica.: 75 
El flujo, tanto superficial como subterráneo, del salar al río Loa es estimado en 1,1 m³/s.: Capítulo 3-1 
Un informe ambiental describe la situación hídrica de las quebradas que alimentan el salar de Llamara como:
Las condiciones de escurrimiento superficial de estas cuencas y subcuencas [Choja, Guatacondo, Paguana], están dadas por la inexistencia casi total de cursos de agua permanentes. Lo anterior se explica por las condiciones climáticas de la zona en donde predomina una marcada aridez que se ve interrumpida en la época estival por la llegada de masas de aire húmedo provenientes de la zona amazónica, produciendo tormentas convectivas entre diciembre y marzo. Adicionalmente, dadas las condiciones de permeabilidad y a la alta evaporación potencial, el agua precipitada es principalmente devuelta a la atmósfera por evaporación y evapotranspiración. El agua observada en forma más contínua en superficie corresponde a afloramientos puntuales de agua subterránea, que ocurren en los estrechamientos de los valles por tramos espaciales limitados, antes de volver a infiltrarse.

### Quebrada Amarga
Un informe de la DGA estima la recarga media del salar en 309 l/s, de los cuales 209 l/s se evaporan y 100 l/s desembocan, subterraneamente, en el río Loa.

### Acuíferos
El inventario nacional de acuíferos de Chile (2017) consigna en la Región de Arica y Parinacota para la cuenca del salar de Llamara un sector hidrogeológico de aprovechamiento común, el Salar de Llamara con 8131,7 km².: 25 

### Humedal
El sitioweb del Ministerio del Medio Ambiente de Chile le asigna el valor de humedal.